# Gündoğdu, Rize
Gündoğdu là một thị trấn thuộc thành phố Rize, tỉnh Rize, Thổ Nhĩ Kỳ. Dân số thời điểm năm 2010 là 6.192 người.